# Tadatoši Masuda
Tadatoši Masuda (japonsko 増田 忠俊), japonski nogometaš, * 25. december 1973.
Za japonsko reprezentanco je odigral eno uradno tekmo.